# مارفن أموري
مارفن أموري محامٍ ومدافع عن الحريات المدنية وباحث اشتهر بعمله في قضايا حيادية الشبكات وحرية الإنترنت. يشغل حاليًا منصب كبير المسؤولين القانونيين في "Uniswap".